# Ellingsøyfjorden
Ellingsøyfjorden er en fjord i kommunene Ålesund og den tidligere Skodje på Sunnmøre. Den ligger på nordsiden af Nørvøya, hvor selve byen Ålesund ligger, og Oksnøya og syd for Ellingsøya, som den er opkaldt efter, og går 24 kilometer mod øst til Skodjevika. Medregnet Skodjevika er fjorden 29 kilometer lang.
Fjorden har indløb i vest mellem Kverve på Ellingsøya og Verpinsvika i Ålesund by. Vest for indløbet ligger Valderhaugfjorden. Øst for Ellingsøya ligger Taftesund hvor Fylkesvej 107 krydser sundet via Taftasundsbroen. På nordsiden af Taftesund ligger Grytafjorden. Mellem Ellingsøyfjorden og Skodjevika krydser de to Skodjebroerne fjorden. Fra Skodjevika går det trange sund mod syd  til Storfjorden. Fjorden er mellem en og to kilometer bred og på det dybeste er den 113 meter. 
I Ellingsøyfjorden ligger flere tidligere beboede øer og holme. Fra vest mod øst ligger Svinøya, Litje-Kalvøya, Vikholmen, Langøya, Bjørgeholmen, Dyrøya og Vemøya. 
Havnen i Ålesund, Gangstøvika, ligger ved Ellingsøyfjorden. Områderne ved havnen og ved Flatholmen er stærkt forurenet.
Ellingsøytunnelen er en 3.500 meter lang tunnel under fjorden, mellem Ålesund og Ellingsøya. Længere mod øst kan man krydse fjorden over Straumsbroen.